# Titularbistum Thenae
Thenae (ital.: Tene) ist ein Titularbistum der römisch-katholischen Kirche.
Es geht zurück auf einen früheren Bischofssitz in der gleichnamigen antiken Stadt Thenae, die sich in der römischen Provinz Byzacena befand.
| Titularbischöfe von Thenae |                                                     | |                   |                   |
| Nr.                        | Name                                                | Amt | von               | bis               |
| 1                          | Thomas Spreiter OSB (Franz Xaver Spreiter)          | Apostolischer Vikar von Süd-Sansibar Apostolischer Präfekt von Zululand Apostolischer Vikar von Eshowe (Südafrika) | 13. März 1906     | 27. Januar 1944   |
| 2                          | Louis Francis Kelleher                              | Weihbischof in Boston (USA)                                                                                        | 21. April 1945    | 26. November 1946 |
| 3                          | Thomas Joseph McDonough                             | Weihbischof in Saint Augustine Weihbischof in Savannah (USA)                                                       | 10. März 1947     | 2. März 1960      |
| 4                          | Paolo Ghizzoni                                      | Weihbischof in Piacenza Weihbischof in San Miniato (Italien)                                                       | 23. Dezember 1961 | 15. April 1972    |
| 5                          | Andrzej Maria Deskur Titularerzbischof pro hac vice | Kurienerzbischof                                                                                                   | 17. Juni 1974     | 25. Mai 1985      |
| 6                          | Marian Duś                                          | Weihbischof in Warschau (Polen)                                                                                    | 21. Dezember 1985 | 9. September 2021 |
| 7                          | Joel Maria dos Santos                               | Weihbischof in Belo Horizonte (Brasilien)                                                                          | 27. Oktober 2021  |                   |